# HMNZS Achilles
HMS Achilles, później HMNZS Achilles i INS Delhi – brytyjski krążownik lekki typu Leander, który służył w nowozelandzkim dywizjonie marynarki brytyjskiej Royal Navy, a od 1941 roku w Królewskiej Marynarce Wojennej Nowej Zelandii podczas II wojny światowej. Nazwany imieniem mitycznego bohatera Iliady, wsławił się podczas bitwy u ujścia La Platy. Po wojnie sprzedany Indiom, służył od 1948 do 1978 roku jako INS „Delhi”.

## Opis konstrukcji
Drugi z serii krążowników typu Leander, zaprojektowany na podstawie doświadczeń zdobytych przy budowie i eksploatacji krążowników ciężkich typu York jako okręty eskortowe mające zapewnić osłonę dla konwojów przed atakami okrętów nawodnych. W wyniku doświadczeń z eksploatacji pierwszego okrętu klasy, zmodyfikowany do standardu „ulepszony-Leander”. Przenosił też bezzałogowe, sterowane radiowo samoloty DH.82 Queen Bee do szkolenia artylerzystów – zmodyfikowane DH.82 Tiger Moth.
Załoga liczyła w czasie pokoju 550 osób, podczas wojny 680, a pod koniec wojny 750.

### Uzbrojenie i jego zmiany
Uzbrojenie główne stanowiło początkowo osiem dział kalibru 152 mm Mk XXIII o długości lufy L/50 (50 kalibrów) w czterech wieżach dwudziałowych Mk XXI, rozmieszczonych po dwie na dziobie i rufie w superpozycji. Działa miały maksymalny kąt podniesienia luf do 60°. Strzelały pociskami o masie 50,8 kg na maksymalną odległość 22,4 km. Na przełomie 1943/44 roku zdemontowano uszkodzoną trzecią wieżę (z pozycji X), pozostawiając sześć dział.
Uzbrojenie przeciwlotnicze stanowiły początkowo cztery pojedyncze działa kalibru 102 mm Mk V L/45 i trzy poczwórnie sprzężone km-y 12,7 mm Vickers Mk III. W toku wojny uzbrojenie przeciwlotnicze było modyfikowane. W kwietniu 1942 roku dodano siedem pojedynczych działek 20 mm Oerlikon. W 1942 roku zdjęto pojedyncze działa kalibru 102 mm z zamiarem zamiany ich na osiem armat tego kalibru Mk XVI w podwójnych stanowiskach osłoniętych maskami, lecz zamontowano je dopiero podczas remontu na przełomie 1943/44 roku. Dodano wówczas także 16 armat automatycznych kalibru 40 mm Mk VIII w czterech poczwórnie sprzężonych stanowiskach, a liczba działek 20 mm Oerlikon wzrosła do 16, w tym pięć podwójnie sprzężonych stanowisk i sześć pojedynczych. W 1945 roku dodano cztery pojedyncze armaty 40 mm Bofors L/56 (według innych informacji, pięć). W służbie indyjskiej lekkie uzbrojenie przeciwlotnicze składało się z 14 armat kalibru 40 mm, w tym w podwójnych stanowiskach.
Uzbrojenie ponadto stanowiły dwie poczwórne wyrzutnie torped kalibru 533 mm na pokładzie na burtach, z trzema torpedami zapasowymi. Zdemontowano je w 1958 roku, przedłużając na ich miejscu pokład dziobowy.
Początkowo „Achilles” wyposażony był w katapultę typu D-IL i jeden–dwa wodnosamoloty Hawker Osprey, od 1937 roku Fairey Seafox. Na przełomie 1940/41 roku przed przekazaniem Nowej Zelandii okręt wyposażono w cięższą katapultę E-IIH dla łodzi latającej  Supermarine Walrus. Wyposażenie lotnicze zdemontowano w 1943 roku.

## Historia
Zbudowany w stoczni Cammell Laird w Birkenhead, 1 września 1932. Wszedł do służby w Royal Navy 10 października 1933 pod nazwą HMS „Achilles”. Od 31 marca 1936 roku służył w Nowozelandzkim Dywizjonie Royal Navy (New Zealand Division) . W lipcu 1941 Dywizjon Nowozelandzki przekształcono w Królewską Marynarkę Wojenną Nowej Zelandii, do której został włączony jako HMNZS „Achilles” . Załogę w 60% stanowili Nowozelandczycy.
Początek wojny zastał okręt na południowym Atlantyku, gdzie rozpoczął służbę patrolową i poszukiwanie niemieckich statków handlowych. 22 października 1939 przybył na Falklandy, gdzie został przydzielony do Eskadry Południowoamerykańskiej, pod dowództwem komandora Henry Harwooda – wraz z HMS „Exeter” i HMS „Cumberland” utworzył grupę „Force G”.

### Bitwa u ujścia La Platy

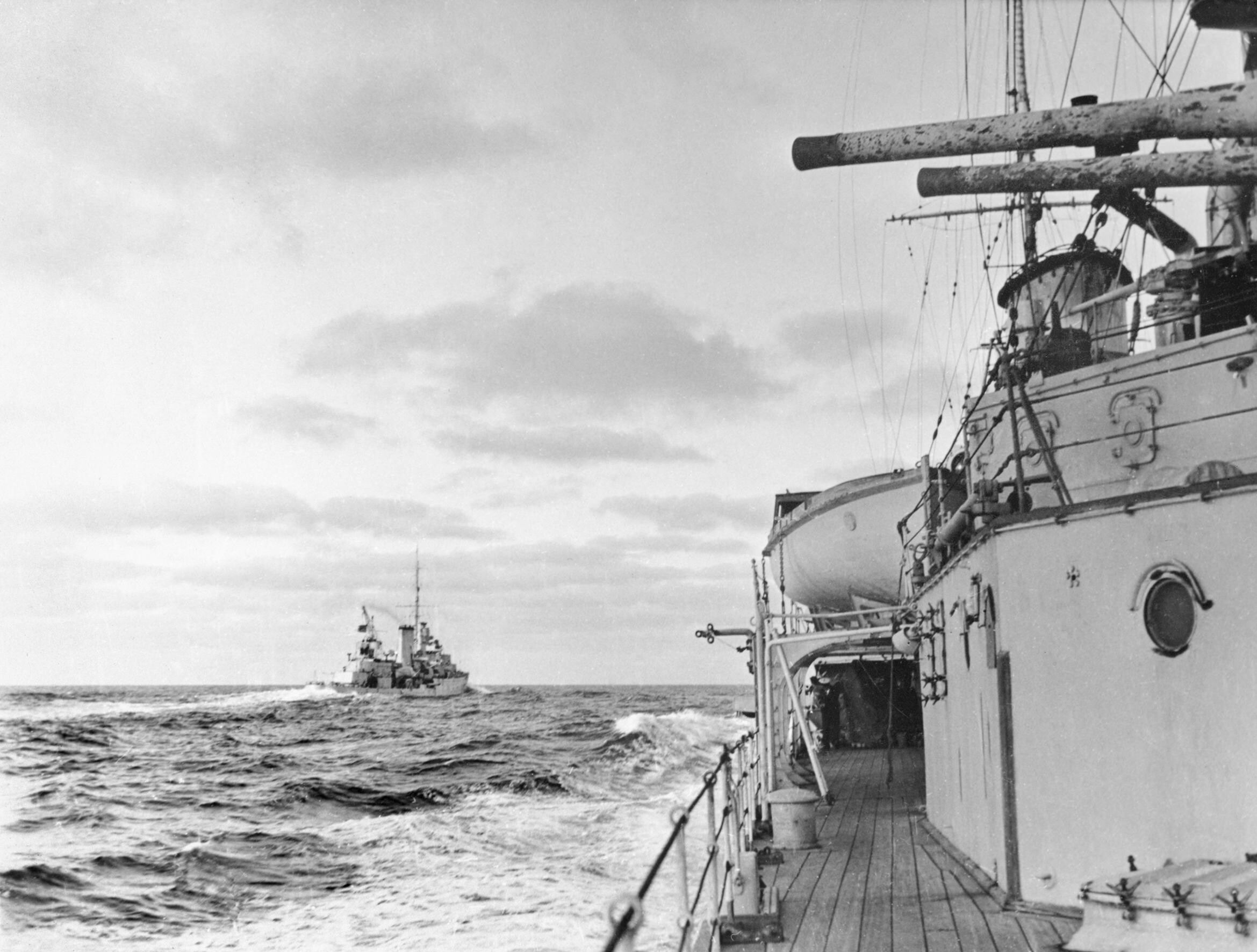
„Achilles” widziany z „Ajaxa” w pościgu za pancernikiem kieszonkowym „Admiral Graf Spee”.

Rankiem 13 grudnia 1939 roku z okrętów „Force G” („Ajax”, „Achilles”, „Exeter”) wypatrzono o godz. 06:16 dym i maszty okrętu wojennego, który po zbliżeniu rozpoznano jako niemiecki „pancernik kieszonkowy” „Admiral Graf Spee”. Okręty rozpoczęły bój artyleryjski, początkowo na długim dystansie, który jednak szybko skrócono, ze względu na mniejszą donośność artylerii lekkich krążowników alianckich. W trakcie wymiany ognia Achilles odniósł uszkodzenia, 4 członków załogi zostało zabitych, dowódca jednostki, kapitan W.E. Parry odniósł rany. „Admiral Graf Spee” został wzięty w dwa ognie przez okręty alianckie i odniósł liczne uszkodzenia, zabitych zostało 36 marynarzy niemieckich. W wyniku tego o godz. 7:45 „Admiral Graf Spee” zerwał kontakt bojowy, i skierował się do neutralnego portu Montevideo, do którego zawinął ok. godz. 22. „Ajax” i „Achilles”, bez wsparcia HMS „Exeter”, który doznał ciężkich uszkodzeń i musiał się chwilowo wycofać, cały czas śledziły niemiecki okręt i pilnowały, by nie wymknął się pod osłoną nocy. W rezultacie, dowódca niemiecki, komandor Langsdorff, aby nie dopuścić do internowania okrętu i aby uniknąć ofiar w załodze w boju z przeważającymi, jak sądził, siłami alianckimi, zdecydował o samozatopieniu okrętu.

### Obszar Pacyfiku
Po bitwie Achilles powrócił do Auckland, do którego dotarł 23 lutego 1940 roku. Tam dokonano niezbędnych napraw i okręt powrócił do służby już w czerwcu. Wskutek nasilenia aktywności niemieckich rajderów na Pacyfiku w roku 1940, okręt odkomenderowano do służby patrolowej – m.in. „Achilles” eskortował pierwszy Trans-Tasmański konwój VK.1, składający się z frachtowców MV „Empire Star”, MV „Port Chalmers”, RMS „Empress of Russia”, TSS „Maunganui”, na trasie pomiędzy Sydney (wyjście z portu 30 grudnia 1940) a Auckland. Gdy Japonia przystąpiła do wojny „Achilles” ochraniał konwoje wojskowe, później został przydzielony do sił ANZAC operujących na południowo-zachodnim Pacyfiku.
W grudniu 1941 okręt dołączył do grupy operacyjnej kontradmirała J.G. Crace’a, stanowiącej eskortę konwoju „Pensacola”.
W trakcie operacji na wodach wokół Nowej Georgii 5 stycznia 1943 roku okręt uległ uszkodzeniom, spowodowanym przez bomby zrzucone przez japoński samolot (uszkodzona wieża X). Pomiędzy kwietniem 1943 a majem 1944 Achilles był dokowany w Portsmouth w Anglii, podczas remontu uszkodzona wieża została wymieniona na 4 pom-pomy. Okręt powrócił do służby w ramach floty nowozelandzkiej i Brytyjskiej Floty Pacyfiku.
Po kapitulacji Japonii, od października 1945 roku „Achilles” stacjonował jako okręt strażniczy w Tokio, po czym powrócił w marcu 1946 roku do Nowej Zelandii, a w sierpniu wypłynął do Wielkiej Brytanii .

### Przekazanie okrętu Indiom
Po wojnie okręt zwrócono Wielkiej Brytanii 12 września 1946 roku w Sheerness, a 17 września wycofano do rezerwy. Został następnie sprzedany Indiom i 5 lipca 1948 roku wcielony do Indyjskiej Marynarki Wojennej. Otrzymał nazwę INS „Delhi”, od stolicy Indii, i numer burtowy C74.
15 września 1948 roku przypłynął po raz pierwszy do Bombaju, po czym został okrętem flagowym Indyjskiej Marynarki Wojennej. Już pod koniec roku odbył rejs zagraniczny z wizytą w portach Afryki wschodniej, na Seszelach i Mauritiusie. W 1950 roku na jego pokładzie premier Jawaharlal Nehru złożył wizytę w Indonezji. Reprezentował Indie na rewii floty z okazji koronacji Elżbiety II w 1953 roku . W maju–lipcu 1955 roku odwiedził Włochy. W kolejnym roku „zagrał” w filmie Bitwa o ujście rzeki o bitwie u ujścia La Platy. Od 1958 roku został przeklasyfikowany na krążownik szkolny, w związku z przejęciem jego zadań przez nowo nabyty krążownik INS „Mysore” .
Wziął udział 18 grudnia 1961 roku w operacji zbrojnej aneksji Indii Portugalskich, Ostrzelał i uszkodził dwa statki portugalskie uchodzące z portu w Diu, które zostały na skutek tego opuszczone przez załogi i zajęte przez grupy pryzowe. Następnie wspierał ogniem działania wojsk indyjskich w Diu, ostrzeliwując cytadelę i lotnisko, co przyczyniło się do stłumienia oporu portugalskiego. Podczas wojny z Pakistanem w 1965 roku okręt znajdował się w remoncie w Bombaju i nie wziął w niej udziału.
W 1968 roku okręt uczestniczył w obchodach ogłoszenia niepodległości Mauritiusu, a w kolejnym roku złożył wizyty w Fiji, Australii i Nowej Zelandii, gdzie odbył rejs z 95 weteranami z „Achillesa”. W 1970 roku odbył rejs szkolny do Tanzanii. Po remoncie w Bombaju między majem 1971 a sierpniem 1972 roku, służył już tylko jako stacjonarna jednostka szkolna w Koczinie. 23 grudnia 1977 roku powrócił o własnych siłach do Bombaju, gdzie 30 czerwca 1978 roku został wycofany ze służby. Rozważano pomysł zachowania go jako okrętu-muzeum, lecz nie został zrealizowany. Po wycofaniu został pocięty na złom w Bombaju.

## Ciekawostki
- HMNZS „Achilles” był pierwszym krążownikiem Royal Navy wyposażonym w radar kierowania ogniem (SS-1), wyprodukowanym nota bene w Nowej Zelandii[13].
- okręt zagrał samego siebie w filmie Bitwa o ujście rzeki (The Battle of the River Plate) z roku 1956[10].
- wieża Y okrętu, uchroniona przed złomowaniem, została przekazana przez rząd indyjski jako prezent dla rządu nowozelandzkiego. Stoi ustawiona przy wejściu do bazy marynarki wojennej w Devonport w Auckland[3]. Druga wieża została zachowana w Indiach[3].